# Project Excellence Model

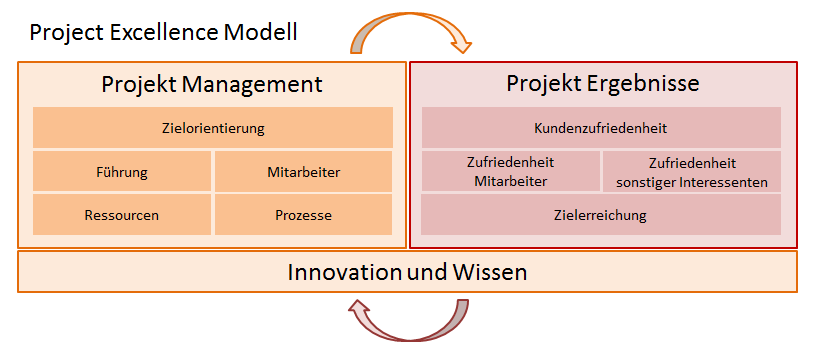
2 Säulen und 9 Kriterien des Project Excellence Models

Das Project Excellence Model ist ein Bewertungssystem für Projekte. Es wurde 1997 von der International Project Management Association auf Basis des EFQM-Modells entwickelt.

## Grundlagen
Das Modell ermöglicht die Bewertung der eingesetzten Projekt Management-Verfahren und der erzielten Ergebnisse eines Projekts. Die GPM und IPMA nutzen das Modell bei der Vergabe des Project Excellence Awards. Unternehmen verwenden es zur Selbstbewertung der Projektarbeit, zum Aufzeigen von Stärken und Schwächen und der Identifizierung von Verbesserungsmaßnahmen.
Bewertet werden die  Bereiche Projektmanagement und Projektergebnisse anhand von 9 Kriterien.

## Bewertung
Im Rahmen der Bewertung werden maximal 1000 Punkte vergeben.
Projektmanagement (500)
1. Zielorientierung (140)
Es ist nachzuweisen, wie
  1. die Erwartungen und Anforderungen der Betroffenen und Beteiligten identifiziert und eingebunden werden (es empfiehlt sich eine Gliederung in Gruppen anhand der Kriterien 6, 7 und 8),
  2. die Ziele des Projekts entwickelt und konkurrierende Interessen berücksichtigt werden,
  3. Ziele dokumentiert, geprüft und eingesetzt werden.
2. Führung (80)
Wie wird Project Excellence von den Führungskräften im Projekt umgesetzt, vorgelebt und weitergegeben:
  1. glaubwürdiges und beispielhaftes Vorleben von Project Excellence, aktive Unterstützung beim Erkennen und Umsetzen von Verbesserungen für das Projekt,
  2. in der Behandlung der Kunden, Lieferanten und anderer Organisationen.
3. Mitarbeiter (70)
Es ist zu belegen, wie
  1. geeignete Mitarbeiter für die Mitarbeit am Projekt ermittelt, eingebunden und welche Möglichkeiten der persönlichen Entwicklung angeboten werden,
  2. die Mitarbeiter zur Teilnahme am Projekt und zum eigenständigen Erledigen von Arbeiten motiviert werden.
4. Ressourcen (70)
Wie werden die benötigten Ressourcen effektiv und effizient genutzt, wie erfolgt die Steuerung für:
  1. Finanzen,
  2. Informationen,
  3. Lieferanten und Services,
  4. andere Ressourcen.
5. Prozesse (140)
Es ist zu belegen wie
  1. die nötigen Prozesse für einen Projekterfolg im Hinblick auf die zu erreichenden Ziele identifiziert und systematisch eingesetzt, geprüft und verbessert werden,
  2. Projekt Management Methoden effektiv eingesetzt und verbessert werden,
  3. das Projekt Erfahrungen erkennt und dokumentiert, damit diese für weitere Projekte und die Organisation insgesamt nutzbar sind.

Projektergebnisse (500)
1. Kundenzufriedenheit (180)
Inwieweit erfüllen die erzielten Ergebnisse die Vorgaben und Erwartungen der einzelnen Kundengruppen, wie beurteilen die Kunden die Ergebnisse
  1. direkt und
  2. indirekt.
2. 7. Mitarbeiterzufriedenheit (80)
Wie beurteilen die beteiligten Mitarbeiter und Führungskräfte die Ergebnisse
  1. direkt und
  2. indirekt.
3. Zufriedenheit sonstiger Interessengruppen (60)
Inwieweit erfüllen die erzielten Ergebnisse die Vorgaben und Erwartungen weiterer Interessengruppen, wie beurteilen diese die Ergebnisse
  1. direkt und
  2. indirekt.
4. Zielerreichung (180)
Es ist zu belegen, inwieweit
  1. die definierten Ziele erreicht (75 %) bzw.
  2. übertroffen wurden (25 %).